# Mochokus
Mochokus es un género de peces de la familia Mochokidae en el orden de los Siluriformes.

## Especies
Las especies de este género son:
- Mochokus brevis Boulenger, 1906
- Mochokus niloticus Joannis, 1835